# Bernd Reheuser
Bernd Reheuser (* 13. Januar 1959 in Bonn) ist ein deutscher Schauspieler, Hörspiel-, Hörbuch-, Hörfunk-, Rundfunk-, Werbe- und Off-Sprecher.

## Leben und Karriere
Bernd Reheuser studierte von 1979 bis 1984 Sprachwissenschaften in Nantes, Frankreich. Dort war er in ersten Theaterprojekten und als Musiker tätig. 1990 kehrte er nach Deutschland zurück. Er war Sprecher und Moderator beim WDR, von 1995 bis 1999 Chefsprecher des WDR. 1998 holte Meinhard Zanger ihn ans Theater der Keller in Köln. Dort spielte er bis 2006 und folgte ihm ans Wolfgang Borchert Theater in Münster, wo bis 2015 spielte. In neun Spielzeiten in Köln hatte er 19 Rollen, u. a. Faust in Goethes Urfaust, Molières Tartuffe und in Stücken des französischen Theaterautors Éric-Emmanuel Schmitt: Der Unbekannte in Der Besucher, als Julien Portal in Hotel zu den zwei Welten, als Jeschua in der deutschsprachigen Erstaufführung von Meine Evangelien.
2000 wurde die Komödie Der Freigeist von Éric-Emmanuel Schmitt, in der Reheuser die Titelrolle des Denis Diderot spielte, mit dem Kölner Theaterpreis ausgezeichnet.
2007 spielte er im mit dem Bambi-Sonderpreis 2007 und der Goldenen Kamera 2008 (bester deutscher Fernsehfilm) ausgezeichneten ARD-Zweiteiler Contergan von Adolf Winkelmann den Staatsanwalt Lübars.
Als Sprecher arbeitet er für Hörfunk und Fernsehen, er spricht in Werbung und Hörbücher. In der 2016 erschienenen Videospiel-Erweiterung The Witcher 3: Wild Hunt – Blood and Wine lieh Reheuser dem Vampir Regis seine Stimme.
Von 2008 bis September 2009 spielte er die Rolle des Constantin von Altenburg in der RTL-Soap Alles was zählt. 2011 spielte er in der 224. Folge der RTL-Actionserie Alarm für Cobra 11 den Oberstaatsanwalt Schröder. Im gleichen Jahr war Reheuser als Zahnarzt im Tatort: Herrenabend des WDR zu sehen. Von August 2013 bis Ende Januar 2014 und erneut ab Ende Februar 2015 verkörperte er den Geschäftsmann Vincent Berg in der ARD-Soap Verbotene Liebe.
2012 war er im Ensemble der Kreuzgangspiele Feuchtwangen mit zwei Rollen: Die erste als Haushofmeister Malvolio in Shakespeares Was ihr wollt und die zweite als Franziskaner Ubertino di Casale in der Bühnenfassung von Umberto Ecos Der Name der Rose. 2018 war er als Kittel in dem Stück Ghetto von Joshua Sobol im Wolfgang Borchert Theater in Münster zu sehen.

## Filmographie (Auswahl)

### Als Schauspieler
- 2005–2015: Verbotene Liebe (Fernsehserie, 58 Episoden)
- 2007: Contergan
- 2008–2009: Alles was zählt (Fernsehserie, 5 Episoden)
- 2011: Tatort: Herrenabend (Fernsehfilm)
- 2011, 2015: Alarm für Cobra 11 – Die Autobahnpolizei (Fernsehserie, 3 Episoden)
- 2011, 2020: SOKO Köln (Fernsehserie, 2 Episoden)
- 2014: Friesland (Fernsehreihe, 1 Episode)
- 2016: Phoenixsee (Fernsehserie, 1 Episode)
- 2023–2024: Dahoam is Dahoam

### Als Synchronsprecher (Auswahl)
- 2016: The Witcher 3: Wild Hunt – Blood and Wine als Regis

## Hörbücher & Hörspiele (Auswahl)
- 2013: Ralph Sander: KATER BROWN UND DIE KLOSTERMORDE, Lübbe Audio & Audible, ISBN 978-3-8387-7257-8
- 2019: Andreas Gruber: Herzgrab, der Hörverlag, ISBN 978-3-8445-3183-1 (Hörspiel, u. a. mit Volker Niederfahrenhorst & Mayke Dähn)
- 2022: Clara Maria Bagus: Der Klang von Licht, Hörbuch Hamburg, ISBN 978-3-8449-3214-0 (Hörbuch Download, mit Milena Karas)
- 2024: Prof. Dr. Volker Busch: Kopf hoch! Mental gesund und stark in herausfordernden Zeiten, Argon Verlag & BookBeat
- 2025: Herfried Münkler: Macht im Umbruch. Deutschlands Rolle in Europa und die Herausforderungen des 21. Jahrhunderts, Argon Verlag, ISBN 978-3-7324-7809-5